# قره‌شیران
قره‌شیران روستایی است که در استان اردبیل، شهرستان نیر، بخش کوراییم، دهستان یورتچی غربی قرار دارد.

## جمعیت
بر اساس سرشماری سال ۱۳۸۵ جمعیت این روستا ۷۲۰ نفر با ۱۷۶ خانوار بوده‌است.